# Mače
 Mače  falu és község Horvátországban Krapina-Zagorje megyében. Közigazgatásilag Delkovec, Frkuljevec Peršaveški, Mali Bukovec, Mali Komor, Peršaves, Veliki Bukovec, Veliki Komor és Vukanci tartozik hozzá.

## Fekvése
Krapinátóltól 15 km-re délkeletre a Horvát Zagorje területén, a Sutinšćica és Velika patakok völgyében az Ivaneci-hegység déli lejtőin fekszik..

## Története
Mače első írásos említése 1444-ből származik. Plébániáját 1501 és 1574 között alapították. Az 1501-es egyházlátogatás még nem említi, az 1574-ben megtartott püspöki szinódus jegyzőkönyve, melyet Draskovich püspök vezetésével Zágrábban tartottak már a többi között az itteni plébánost is megemlíti "plebanus ecclesiae in Maccye" alakban. Abban az időben ahhoz, hogy valahol plébánia legyen elég nagy településnek kellett lennie. A középkorban Mače is a nagyobb falvak közé tartozott. 1574-ben épült fel a szeplőtelen fogantatás tiszteletére szentelt temploma. Mače ebben az időben már nemcsak plébánia székhelye, hanem olyan közismert település is volt ahol rendszeresen éves vásárokat tartottak. Kegyura a Homski de Hans család volt, melynek Mače, Sutinsko és Poznanovec falvakban is voltak birtokai. A család tagjai is ide temetkeztek. Mojsij Homski de Hans 16. századi sírlapja ma templom falában van befalazva. Az 1639-es egyházlátogatás jegyzőkönyve megjegyzi, hogy a plébániatemplomnak új falai és megújított szentélye van. 1677-ben feljegyzi, hogy a templomot nemrég szentelték fel. 1708-ban megemlítik hogy a templom egy domb tetején áll és nagyon kicsi. A hívek számának növekedése miatt a 18. századra már sürgetővé vált a templom megnagyobbítása. A régi templom falainak részbeni elbontása 1730-ban kezdődött meg.  Ekkor épült a két mellékkápolna, melyeket a Szenvedő Krisztus és Szent Rókus tiszteletére szenteltek. A déli oldalon emelkedő nagy harangtorony mellé 1758-ban épült meg az új sekrestye. A település iskoláját 1860-ban alapították, épülete 1862-ben épült. Ezzel az egyik legrégibb ma is használatban levő iskola a környéken.
A falunak 1857-ben 540, 1910-ben 924 lakosa volt. Trianonig Varasd vármegye Zlatari járásához tartozott. 2001-ben 711 lakosa volt.

## Nevezetességei
- A szeplőtelen fogantatás tiszteletére szentelt plébániatemplom[2] 1574-ben épült. Az egyhajós sokszögzáródású templomot a 18. században bővítették és barokk stílusban építették át. Ekkor épültek mellékkápolnái, amelyek által a templom latin kereszt alaprajzú lett. A megújult templomot végül 1822. július 25-én szentelte fel a zágrábi püspök. Főoltárán a kitárt karokkal álló Szűzanya szobra, bal oldalán Szent Anna és Szent Jeromos, jobb oldalán Szent Joachim és Szent Ágoston szobrai láthatók. A bal oldali mellékoltár Szent Vid vértanú, a jobb oldali Szent József tiszteletére van szentelve, az oltárokat 1998-ban újították meg. A bal oldali mellékkápolna oltárán a Szenvedő Krisztus szobra, a jobb oldali kápolnában pedig Szent Rókus nagyon szépen kivitelezett szobra áll. Kincsei közül a legértékesebbek egy gazdagon díszített 16. századi kehely és egy 1660-ban készített monstrancia, a Homski család ajándéka.

- A templom mellett áll a plébánia fából készített épülete, amely egy igazi kultúrtörténeti ritkaság. Ezért 1965-ben védett műemlékké nyilvánították. Mára az elhagyatott épület sürgős felújításra szorul.

## Külső hivatkozások
A község hivatalos oldala